# Artemus (Kentucky)
Artemus es un lugar designado por el censo ubicado en el condado de Knox en el estado estadounidense de Kentucky. En el Censo de 2010 tenía una población de 590 habitantes y una densidad poblacional de 168,12 personas por km².

## Geografía
Artemus se encuentra ubicado en las coordenadas 36°50′15″N 83°50′24″O / 36.83750, -83.84000. Según la Oficina del Censo de los Estados Unidos, Artemus tiene una superficie total de 3.51 km², de la cual 3.5 km² corresponden a tierra firme y (0.37%) 0.01 km² es agua.

## Demografía
Según el censo de 2010, había 590 personas residiendo en Artemus. La densidad de población era de 168,12 hab./km². De los 590 habitantes, Artemus estaba compuesto por el 96.95% blancos, el 0.85% eran afroamericanos, el 0.17% eran amerindios, el 0.17% eran asiáticos, el 0% eran isleños del Pacífico, el 1.19% eran de otras razas y el 0.68% pertenecían a dos o más razas. Del total de la población el 1.53% eran hispanos o latinos de cualquier raza.